# Leonard Lagerlöf
Leonard Lagerlöf, född 8 april 1870 i Nordmaling, död 30 november 1951 i Stockholm, var en svensk sportskytt.
Han blev olympisk silvermedaljör i Antwerpen 1920.